# Здори
Здори (пол. Zdory, нім. Dorren) — село в Польщі, у гміні Піш Піського повіту Вармінсько-Мазурського воєводства.
Населення — 268 осіб (2011).
У 1975-1998 роках село належало до Сувальського воєводства.

## Демографія
Демографічна структура станом на 31 березня 2011 року:
|          | Загалом | Допрацездатний вік | Працездатний вік | Постпрацездатний вік |
| -------- | ------- | ------------------ | ---------------- | -------------------- |
| Чоловіки | 132     | 31                 | 94               | 7                    |
| Жінки    | 136     | 35                 | 78               | 23                   |
| Разом    | 268     | 66                 | 172              | 30                   |